# Оржів
Оржів — селище в Україні, у Рівненському районі Рівненської області.
З серпня 1959 року Оржів — селище міського типу, а оржівські хутори — Перекалля, Звіринець, Підлісом, Долина, Середня, Юрківщина увійшли до Зорянської сільської ради Рівненського району Рівненської області. Є відомості, що до Оржева входило ще два хутори — Адамків та Ровище[джерело не вказане 4408 днів]. Також до Оржева входить військове містечко.

## Географія
Оржів розташований на відгорах Волино-Подільської височини, межуючи з Поліссям.
На північному заході розміщені ліси. На південь від селища відкрита місцевість. З болотистої лісової місцевості витікає струмок Гать, який впадає в річку Устя,[джерело?] а селище розташоване при впадінні річки Устя в Горинь.
З переказів відомо, що в Оржеві були колись Рискі поля та Шумлячий рів. До сьогодні є Качанова річечка, Гаманцьова криниця, назви яких походять від прізвищ жителів селища та Страшна Долина. На хуторі Ровище були такі болота як: Качине та Миронишине і гребля, яку люди будували власноруч на «шарварку» — колективних роботах.
Були в селищі і дерев'яні мости на Мишакові, Дубині та Шумлячому рові, а також — водяний млин — на роздоріжжі Мишакова та Осередка.

### Розташування
Оржів — місто на Волині.
Відстань залізницею до Рівного — 18 км, фізична відстань до Києва — 293 км.
Сусідні населені пункти:

## Символіка
Затверджена 26 листопада 2004р. рiшенням №220 сесії селищної ради. Автори - Ю.П.Терлецький, А.Б.Гречило.

### Герб
На щиті золотий перев'яз справа з двома срібними облямівками, на першому лазуровому полі дві золоті ялинки, між якими золотий дуб, на другому зеленому полі золоті листи фанери та срібна дискова пила. Щит облямований золотим декоративним картушем та увінчаний червоною міською короною.

### Прапор
Квадратне полотнище поділене з верхнього кута від древка до нижнього вільного кута на 5 смуг - синю, білу, жовту, білу та зелену (співвідношення ширин на діагоналі 8:1:6:1:8).

## Історія
У минулому і до 1959 року Оржів, як адміністративна одиниця вважався селом.

## Освіта та культура

### Освіта
Освіта в Оржеві представлена Оржівським ліцеєм, Оржівською музичною школою, та ДНЗ у військовому містечку.
Директор Оржівського ліцею: Колода Олена Анатоліївна
Директор Оржівської ДМШ: Табакова Аліна Ананіївна

### Культура
В Оржеві є Будинок культури, селищна публічна бібліотека, публічно-шкільна бібліотека. У військовому містечку будинок культури та публічна бібліотека.
Директор Оржівського Будинку культури: Нестерчук Світлана Олексіївна
Директор Будинку культури військового містечка: Друзь Раїса Миколаївна.

## Культові споруди

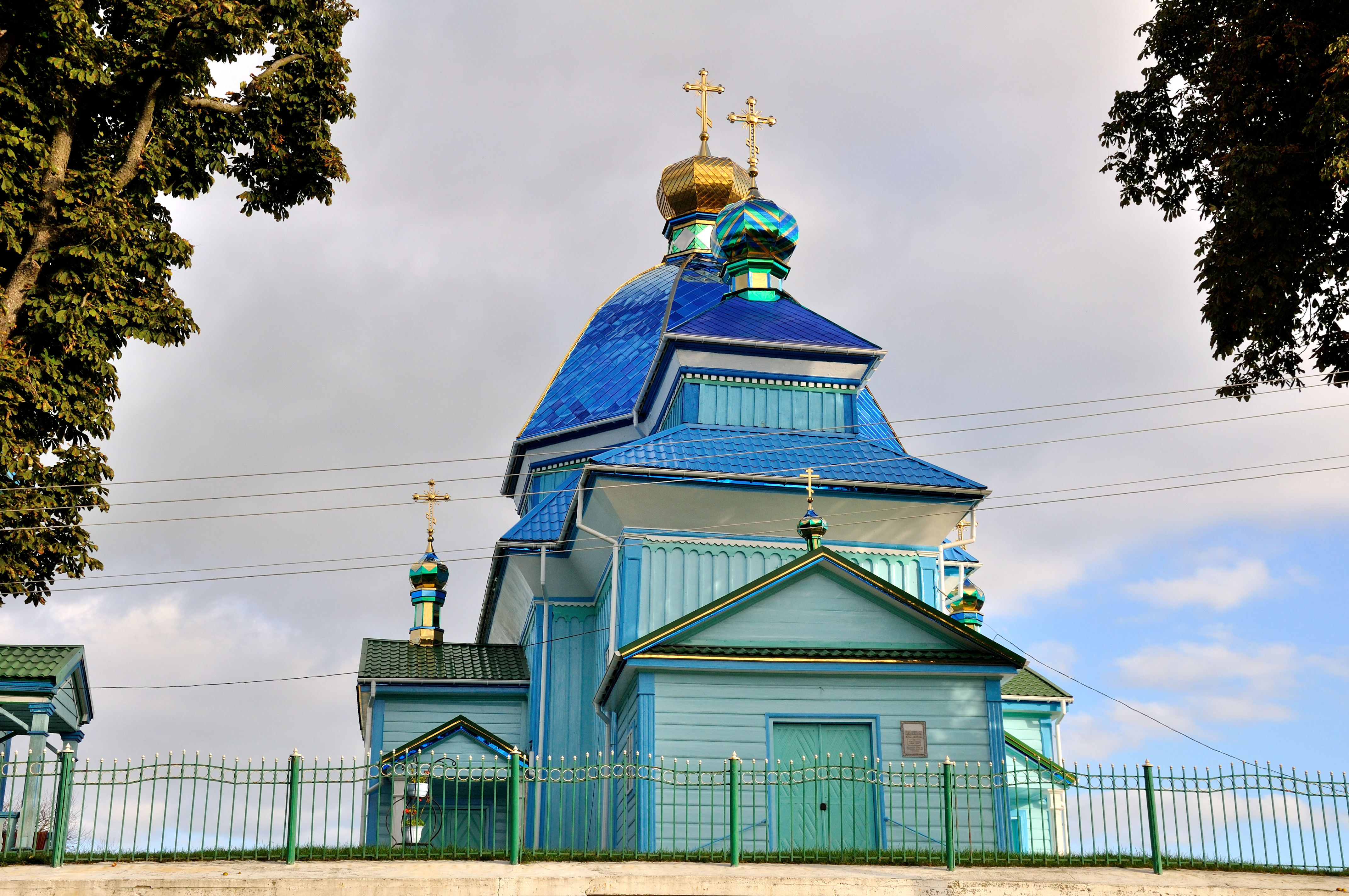
Преображенська церква

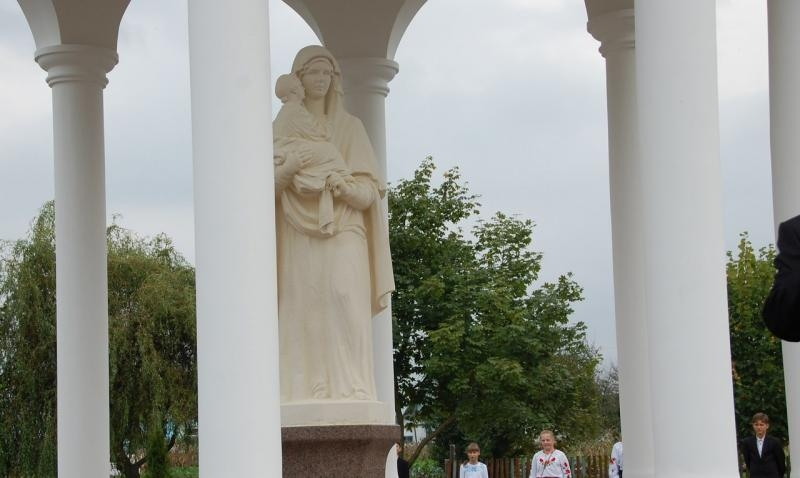
Фігура Божої Матері (Оржів)

В Оржеві є церкви християн:
- Свято-Преображенський храм ПЦУ
- Кирило-Мифодіївський храм УПЦ МП
- церква християн — баптистів
- церква християн віри Євангельської (п'ятидесятники).

Церква Преображення Господнього (Свято-Преображенський храм) побудований у 18 столітті (1770 року). До 1996 р. храм належав громаді УПЦ (МП). У 1996 р. храм став церквою громади УПЦ КП. Пізніше громада УПЦ (МП) побудувала власний храм. У 2009 р. за благословенням архієпископа Рівненського і Острозького Варфоломія, було розпочате будівництво нового храму, яке триває і дотепер.
У 2014 р. в центрі Оржева збудована ротонда Божої Матері. Ініціатором стали ТзОВ «ОДЕК-Україна»
За часів незалежності України також були побудовані церкви християн-п'ятидесятників і християн-баптистів.

## Населення
За переписом населення 2001 року в Оржеві проживало 4202 особи.
| 1959  | 1970  | 1979  | 1989  | 1992     | 1998     | 2001  | 2006  | 2011  | 2012  | 2013  | 2024  |
| ----- | ----- | ----- | ----- | -------- | -------- | ----- | ----- | ----- | ----- | ----- | ----- |
| 1 280 | 2 029 | 3 289 | 4 127 | 4,3 тис. | 4,3 тис. | 4 202 | 4 125 | 3 961 | 3 921 | 3 885 | 3 850 |

### Мова
Розподіл населення за рідною мовою за даними перепису 2001 року:
| Мова       | Відсоток |
| ---------- | -------- |
| українська | 98,2%    |
| російська  | 1,57%    |
| білоруська | 0,17%    |

## Політика

### Органи влади
Місцеві органи влади представлені Клеванською селищною радою, яка входить до складу Рівненської області України.
Селищний голова — Жовтянський Дмитро Миколайович, до склади селищної ради входить 26 депутатів

## Відомі люди

### Народилися
- Сергій Олексіюк — український політик, колишній народний депутат[11]

### Померли
- Качинський Сергій (1917 — 10 березня 1943) — поручник, організатор перших відділів УПА.
- Клячківський Дмитро (псевдонім: Клим Савур, Панас Мосур) (4 листопада 1911, Збараж, Тернопільська область — 12 лютого 1945, між селами Оржівські хутори, Рівненський район та Суськ, Костопільський район Рівненської області) — полковник УПА, один із перших командирів УПА.Пам'ятний хрест Климу Савуру (Оржів)Пам'ятник Володимиру Робітницькому організатору перших осередків ОУН. Першому провідникові Організації Українських Націоналістів на західноукраїнських землях (Оржів)

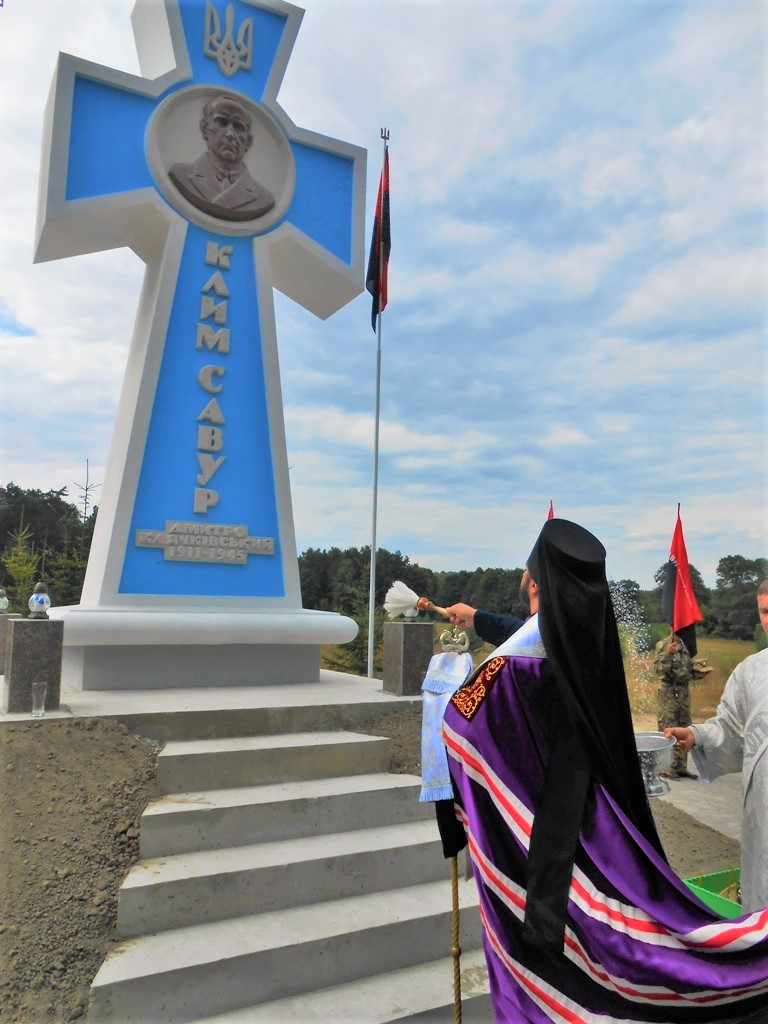
Пам'ятний хрест Климу Савуру (Оржів)

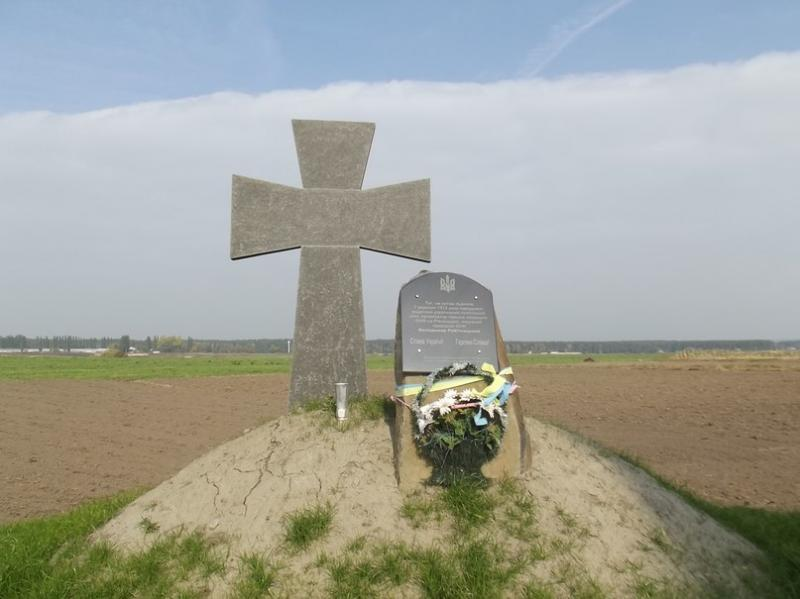
Пам'ятник Володимиру Робітницькому організатору перших осередків ОУН. Першому провідникові Організації Українських Націоналістів на західноукраїнських землях (Оржів)

- Мостович Олена Григорівна — референт УЧХ Крайового проводу ОУН Північно-західних українських земель, лицар Золотого хреста заслуги УПА та Срібного хреста заслуги УПА.

### Проживали
- Ревут Петро Олександрович (1999—2024) — лейтенант збройних сил України, учасник російсько-української війни.
- Володимир Робітницький (7 вересня 1912, хут. Адамків, Рівненського району, Рівненської області — 25 серпня 1941, Львів). Член Пласту в Рівненській гімназії. Член Української Військової Організації (УВО), в ОУН від 1929року. Керівник ОУН в селі, згодом Клеванському районі, повітовий провідник Рівненщини і Костопільщини (1934—1936), окружний провідник ОУН Рівненщини (1936—1937). 
Політичний в'язень польських тюрем (літо 1937 — вересень 1939). 26 травня 1939 року на Рівненському процесі засуджений поляками на 10 років позбавлення волі. 
Крайовий провідник Північно-Західних Українських Земель (ПЗУЗ) наприкінці 1940 — влітку 1941 року. Помер у лікарні через підірване підпіллям здоров'я, за однією версією — отруєний. Похований на Янівському цвинтарі у Львові.